# ويليام إيست
ويليام إيست (بالإنجليزية: William East)‏ (29 أغسطس 1872 بنورثامبتون في المملكة المتحدة - 19 ديسمبر 1926 في المملكة المتحدة) هو لاعب كريكت بريطاني (وحمل سابقاً جنسية المملكة المتحدة لبريطانيا العظمى وأيرلندا). لعب مع نادي مقاطعة نورثامبتونشير للكريكت ‏ ونادي مارليبون للكريكت ‏.